# Cuenca de Sichuan
La cuenca de Sichuan, llamada también cuenca Púrpura o Roja (en chino, 四川盆地; pinyin, Sìchuān péndì) es una depresión geográfica del Asia Central, una de las cuencas más grandes de China. Es una región de tierras bajas localizada en el suroeste del país y comprende la parte central y oriental de la provincia de Sichuan, así como la municipalidad de Chongqing (que era, hasta 1997, una parte de Sichuan). Debido a su relativa llanura y a sus tierras fértiles, está densamente poblada, con más de 100 millones de habitantes. Además de ser una característica dominante de la región geográfica, la cuenca de Sichuan constituye también un ámbito cultural que se distingue por sus propias costumbres, la cocina y dialectos. Es famosa por el cultivo del arroz y también es la principal región productora de gas de China.

## Geografía
La cuenca de Sichuan se encuentra enmarcada por montañas por todas partes, como la cordillera de Qionglai, en el oeste; las montañas de Longmen, en el noroeste; y las montañas Daba, en el noreste. El río Yangtsé, que fluye desde la cuenca de Sichuan hacia la China oriental, pasa por las Tres Gargantas en las montañas de Wu.